# 1068
Cette page concerne l'année 1068  du calendrier julien.
L'année 1068 est une année bissextile qui commence un mardi.

## Événements
- 29 mars : le roi Châlukya de l'Ouest Someshvara Ier (en), malade, se suicide sur la rivière Tungabhadrâ, en Inde du Sud[1]. Son fils Somesvara II lui succède mais est renversé après un règne tyrannique par son frère Vikramaditya VI en 1076[2].
- 22 mai[3],[4] : début du règne de Go-Sanjō, empereur du Japon (fin en 1072). En 1069, il institue un cadastre des seigneuries (shōen) dans le but de restreindre leur nombre[5].
- 20 novembre[6] : l'empereur byzantin Romain IV Diogène, après avoir pris Hiérapolis (Manbij) aux musulmans en Syrie, remporte une nouvelle victoire devant cette ville, puis repasse le Taurus sans avoir pu empêcher les Turcs de prendre Amorium en Galatie[7].
- 10 décembre : le sultan seldjoukide Alp Arslan, allié avec Gourgen II de Lorri, Aghsartan Ier de Kakhétie et l'émir de Tiflis, marche contre Bagrat IV de Géorgie. En quelques mois, ils ravagent et pillent les provinces de Kartli et d'Argvétie, avant de quitter la Géorgie en juillet 1069[8].

- Le roi du Viêt Nam Lý Thánh Tông remporte une victoire sur le royaume du Champâ et agrandit son royaume. Début de la grande marche vers le Sud (Nam Tien)[9].
- Nouveau raid des Chola contre Kedah, en Malaisie[10].

### Europe
- 1er janvier : début du règne de Romain IV Diogène, empereur byzantin (fin en 1071). Général d'origine cappadocienne, il épouse Eudocie, veuve de Constantin X[7].
- Janvier-février : Guillaume le Conquérant prend Exeter après un court siège de dix-huit jours, puis soumet le Devon et en Cornouailles. Il célèbre Pâques à Winchester le 23 mars[11].

- 4 avril[12] : Foulque IV Réchin devient comte d’Anjou après la déposition de son frère Geoffroy III le Barbu (fin en 1109). Le roi des Francs Philippe Ier annexe le Gâtinais au domaine royal, obtenus de Foulque Réchin[13].

- 5 août : Robert Guiscard met le siège devant Bari, prise le 16 avril 1071[7].

- 15 septembre : le prince de Kiev Iziaslav est chassé momentanément par une révolte après sa défaite contre les Coumans sur la rivière Alta ; il est remplacé par son neveu Vseslav de Polotsk, tiré de prison par les citadins (fin en mai 1069)[14].

- 1er novembre : le prince de Tchernigov Sviatoslav II bat les Coumans (Polovtses) sur la Snova[15].

- Roger de Hauteville est vainqueur de Mikhaïl, émir de Palerme, à Misilmeri[16].
- Bataille de Cserhalom ou de Kérles, dans l'ancien Comitat de Szolnok-Doboka (en hongrois : cserhalmi csata) : importante bataille entre le roi Salomon de Hongrie, accompagné de ses cousins - et futurs rois - Géza et Ladislas, et les envahisseurs Coumans, commandé par un certain Ozul ou Oslu. Victoire hongroise.